# Monochamus saltuarius
Monochamus saltuarius là một loài bọ cánh cứng trong họ Cerambycidae.